# Миодраг Драгичевић
Миодраг Драгичевић (Београд, 14. априла 1994) српски је позоришни, телевизијски и филмски глумац.

## Биографија
Рођен је 1994. године у Београду. Завршио је спортску гимназију и тренирао кошарку седам година, али су га здравствени проблеми приморали да одустане од спортске каријере. Након тога се посветио глуми и завршио Факултет драмских уметности у Београду у класи професорке Биљане Машић. Прву филмску улогу одиграо је 2014. у кратком филму Ноћас ми срце пати. На телевизији је прву улогу одиграо 2015. године у серији Чизмаши, где је тумачио главног лика Жику Курјака. Овом улогом стекао је велику популарност. Након тога глумио је у филмовима Изгредници и Никог нема и ТВ серијама: Убице мог оца, Пет, Ургентни центар и Јутро ће променити све. Његова сестра Тамара Драгичевић је такође глумица.
Године 2019. примљен је у ансамбл Југословенског драмског позоришта, заједно са колегом Јоакимом Тасићем и колегиницом Милицом Гојковић.
Ожењен је колегиницом Оливером Бацић с којом има кћер.

## Улоге

### Позоришне представе
| Представа                     | Улога                | Текст                 | Драматургија /адаптација/           | Режија                    | Позориште                       | Премијера          |
| ----------------------------- | -------------------- | --------------------- | ----------------------------------- | ------------------------- | ------------------------------- | ------------------ |
| Хоћете ли да се играмо        |                      | Марсел Ашар           | Трупа Колектив                      | Трупа Колектив            |                                 | 2016.              |
| Под жрвњем                    | Михаило              | Драгослав Ненадић     | Егон Савин                          | Егон Савин                | Југословенско драмско позориште | 16. октобар 2016.  |
| Деца радости                  | Ратник               | Олга Димитријевић     | Димитрије Коканов                   | Снежана Тришић            | Атеље 212                       | 13. новембар 2016. |
| Хотел Слободан промет         | Максим               | Жорж Фејдо            | Милош Кречковић                     | Борис Лијешевић           | Југословенско драмско позориште | 23. децембар 2016. |
| Ричард трећи                  | Други убица          | Вилијам Шекспир       | Славко Милановић Слободан Обрадовић | Снежана Тришић            | Народно позориште у Београду    | 24. април 2017.    |
| Осећај браде                  |                      | Ксенија Драгунска     | Димитрије Коканов                   | Миа Кнежевић              | Атеље 212                       | 6. октобар 2017.   |
| Пет живота претужног Милутина |                      | Милена Марковић       | Димитрије Коканов                   | Александра Милавић Дејвис | Атеље 212                       | 10. јун 2018.      |
| Еквус                         | Алан Странг          | Питер Шефер           | Марко Манојловић                    | Марко Манојловић          | Београдско драмско позориште    | 15. новембар 2018. |
| Лоренцачо                     | Пјетро Строци, Мафио | Алфред де Мизе        | Федор Шили Милош Кречковић          | Борис Лијешевић           | Југословенско драмско позориште | 28. мај 2019.      |
| Натан Мудри                   | Ђакон                | Готхолд Ефрајм Лесинг | Димитрије Коканов                   | Јована Томић              | Југословенско драмско позориште | 9. март 2019.      |
| Много буке ни око чега        | Дон Хуан             | Вилијам Шекспир       | Милош Кречковић                     | Ива Милошевић             | Југословенско драмско позориште | 29. новембар 2019. |
| Каспар                        |                      | Петер Хандке          | Периша Перишић                      | Милош Лолић               | Југословенско драмско позориште | 12. март 2021.     |

### Филмографија
| Год.       | Назив                            | Улога                              |
| ---------- | -------------------------------- | ---------------------------------- |
| 2010-е     |                                  |                                    |
| 2014.      | Ноћас ми срце пати (кратки филм) | Пицопевац                          |
| 2015—2016. | Чизмаши (серија)                 | Живојин Станимировић „Жика Курјак” |
| 2017.      | Никог нема (кратки филм)         | Сергеј                             |
| 2017.      | Изгредници                       | Станислав                          |
| 2018.      | Убице мог оца (серија)           | Киза                               |
| 2018.      | Страно тело (кратки филм)        |                                    |
| 2018.      | Јутро ће променити све (серија)  | Виктор                             |
| 2018—2019. | Пет (серија)                     | Михајло „Мичи”                     |
| 2018—2019. | Ургентни центар (серија)         | Никола Ристић                      |
| 2018—2021. | Жигосани у рекету (серија)       | Лука                               |
| 2019.      | Војна академија 5                | Вукашин Пашић „Гром”               |
| 2020-е     |                                  |                                    |
| 2020.      | Отац                             | Младић на пумпи I                  |
| 2020.      | Јужни ветар (серија)             | Бамби                              |
| 2020.      | Војна академија (серија)         | Вукашин Пашић „Гром”               |
| 2020.      | Предстража (серија)              |                                    |
| 2021—2023. | Певачица (серија)                | Димитрије                          |
| 2021.      | Нечиста крв (серија)             | хаџи Тома                          |
| 2022.      | Бунар (серија)                   | Милош                              |
| 2023.      | Машина                           | ди-џеј                             |
| 2023.      | Јужни ветар: На граници (серија) | Бамби                              |
| 2023.      | Деца зла (серија)                | Денис                              |
| 2023.      | True Hunting                     | Хенри                              |
| 2024.      | Златни рез 42                    |                                    |
| 2024.      | Дјеца Козаре                     |                                    |

## Награде и признања
- Годишња награда ЈДП 2019. године за колективну игру ансамблу представе Натан Мудри[27]
- Новоустановљена Награда „Небојша Глоговац” 2021. године, за улогу Каспара у истоименој представи[28]
- Награда „Бранка и Млађа Веселиновић” (2021)[28]
- Награда за лепоту говора Бранивој Ђорђевић (2021)[28]